# 카자마 진
카자마 진은 격투 게임 철권 시리즈의 캐릭터이다. 철권 3부터 등장한다.

## 프로필
- 격투 스타일 : 가라테
- 국적 : 일본
- 나이 : 19세(철권 3), 21세(철권 4~6)
- 성별 : 남자
- 신장 : 180cm
- 체중 : 75kg
- 직업 : 학생 (철권 3~5), 미시마 재벌 총수 (철권 6)
- 취미 : 산림욕
- 좋아하는 것 : 어머님의 가르침, 삼림욕, 니나 윌리엄스, 카자마 준
- 싫어하는 것 : 사람을 헐뜯는 행위, 미시마 진파치, 미시마 헤이하치, 미시마 카즈야, 미시마 혈통, 거짓말을 하는 사람, 데빌
- 성향 : 질서 선

## 캐릭터 이야기
카자마 준은 동물보호단체인 WWWC의 임원으로서 회사의 명령을 받아 동물들로 불법실험을 하는 미시마 카즈야를 붙잡으러 간다. 그녀는 자신의 신비로운 힘을 통해 카즈야가 악마, 데빌의 피를 가지고 있다는 것을 직감하지만 자신도 모르게 카즈야의 매력에 매료된다.
그녀는 카즈야가 아버지 미시마 헤이하치에게 죽임을 당한 날, 진을 임신하게 된다. 카즈야가 죽임을 당한 날, 카즈야의 몸속에 있던 데빌은 둘로 나뉘게 되고, 나눠진 데빌 중 하나가 준의 배속에 있던 진의 몸속에 들어가려 하자 준이 이를 눈치채고, 데빌이 진에게 들어가지 못하게 한다. 진이 헤이하치에게 발각되는 것을 두려워한 그녀는 진에게 자신의 성을 붙이고 둘이 같이 살게 된다.
15년 후, 어머니가 고대 생물인 오우거에게 납치당해 실종되자 진은 어머니가 할아버지라고 말했던 헤이하치에게 찾아간다. 헤이하치는 자신의 손자를 반가워하며 자신들의 전통무술인 미시마류 가라데를 가르쳐준다. 4년 동안 수련을 받아 건장한 청년이 된 진에게 헤이하치는 어머니를 납치한 범인은 투신(鬪神), 오우거라는 사실을 밝힌다. 그리고 헤이하치가 투신을 잡기 위해 철권 3(The King of Iron Fist Tournament 3)경기를 개최하자, 그는 어머니의 복수를 위해 오우거를 죽이러간다. 사투 끝에 오우거를 만나지만 투신은 폴 피닉스에 의해 쓰러져 있었다. 잠시 후 오우거는 트루 오우거로 각성하게 되고, 이를 진이 온 힘을 다해 무찌르자, 헤이하치는 기뻐하며 그 현장에 나타난다. 하지만 기대와 달리, 포획을 목적으로 했던 트루 오우거가 먼지가 되어 사라지자 분노한 헤이하치는 진을 총으로 쏴 죽인다. 그러나 카즈야의 악마의 피를 이어 받은 진은 데빌 진이 되어 다시 살아나고, 헤이하치에게 일격을 가한 후 어디론가(오스트레일리아, 호주) 날아가버린다.
그리고 1년 후 오스트레일리아, 브리스베인. 여기 있는 작은 도장에서 진은 수련을 받는다. 그 때 진은 헤이하치에 대한 증오로 인해 미시마 가에 대한 모든 것을 혐오스러워하고 있었다. 그래서 미시마류 가라데를 버리고 전통 가라데를 배워 나갔다. 어느 날, 미시마 재단에서 철권 4(The King of Iron Fist Tournament 4)를 개최하자 그는 헤이하치에게 복수하기 위해 대회에 참가한다. 여러 격투가들을 쓰러뜨리고 미시마 재단의 경쟁 사인 G사의 생명공학으로 인해 부활한 아버지, 카즈야와의 결승 경기를 하기 직전 그는 철권중이라는 집단에 의해 습격당한다. 이후 헤이하치의 본당 건물인 혼마루 안에서 쇠사슬에 묶인 채 기절해있던 진은 누군가의 부르짖음을 듣고 깨어나게 된다. 가공할 완력으로 쇠사슬을 끊은 진의 눈앞엔 다름 아닌 자신의 아버지, 미시마 카즈야가 서있었다. 순간 그는 자신의 악마의 피를 만든 아버지를 증오하며 그를 쓰러뜨리고, 뒤이어 악마의 피를 노리고 등장한 헤이하치마저 쓰러뜨린다. 헤이하치에게 마지막 일격을 가하기 직전, 진은 눈 앞의 불상을 통해 어머니 준의 환영을 보게된다. 잠시 주저하던 그는 "나의 어머니.. 카자마 준에게 감사하라"는 말과 함께 데빌 진이 되어 본당 건물을 뚫고는, 멀리 날아가 버린다.
며칠 후, 폐허가 된 숲 속에서 눈을 뜬 진은 점점 악마의 피에 자신이 지배되어 가고 있음을 깨닫는다. 이를 막고자, 그는 모든 걸 운명에 맡기고 이곳 저곳을 떠돌며 수련에 집중한다. 얼마 후 새로 개최되는 철권 5(The King of Iron Fist Tournament 5)대회 소식을 접한 그는 저주스러운 미시마 가문의 핏줄을 끊어버리기 위해 참가한다.대회 중 여러 격투가들을 쓰러뜨리며 나아가던 중, G사에 의해 불타 없어진 혼마루의 잔해 근처에서 자신의 증조부인 미시마 진파치와 대면해 그를 죽이게 된다.
그렇게 철권 5 대회는 막을 내리게 되고, 미시마 재단의 지도자가 없어졌기 때문에 진은 미시마 재단의 총수가 된다. 그리고 세계에 전쟁을 선포한 진. 하지만 카즈야에 의해 점령당한 G사가 그에 대응하여 맞서고, 곧 진의 목에 현상금을 내걸게 된다. 이에 반응하듯 진은 나머지 자신의 혈족인 카즈야를 처단하기 위해 철권 6(The King of Iron Fist Tournament 6) 대회를 개최한다.
스트리트 파이터 X 철권에서는 링 샤오유와 함께 일반적인 팀 태그로 뭉친다.

## 가계도
|                   |                   |                   |                   |                   |                   |           |           | 미시마 진파치   |                 |                 |                 |                 |                 |               |               |               |               |               |               |               |               |           |           |           |           |
|                   |                   |                   |                   |                   |                   |           |           |                 |                 |                 |                 |                 |                 |               |               |               |               |               |               |               |               |           |           |           |           |
|                   |                   |                   |                   |                   |                   |           |           |                 |                 |                 |                 |                 |                 |               |               |               |               |               |               |               |               |           |           |           |           |
| 라스 알렉산데르손 | 라스 알렉산데르손 | 라스 알렉산데르손 | 라스 알렉산데르손 | 라스 알렉산데르손 | 라스 알렉산데르손 |           |           | 미시마 헤이하치 | 미시마 헤이하치 | 미시마 헤이하치 | 미시마 헤이하치 | 미시마 헤이하치 | 미시마 헤이하치 |               |               | 미시마 카즈미 | 미시마 카즈미 | 미시마 카즈미 | 미시마 카즈미 | 미시마 카즈미 | 미시마 카즈미 |           |           |           |           |
| 라스 알렉산데르손 | 라스 알렉산데르손 | 라스 알렉산데르손 | 라스 알렉산데르손 | 라스 알렉산데르손 | 라스 알렉산데르손 |           |           | 미시마 헤이하치 | 미시마 헤이하치 | 미시마 헤이하치 | 미시마 헤이하치 | 미시마 헤이하치 | 미시마 헤이하치 |               |               | 미시마 카즈미 | 미시마 카즈미 | 미시마 카즈미 | 미시마 카즈미 | 미시마 카즈미 | 미시마 카즈미 |           |           |           |           |
|                   |                   |                   |                   |                   |                   |           |           |                 |                 |                 |                 |                 |                 |               |               |               |               |               |               |               |               |           |           |           |           |
|                   |                   |                   |                   |                   |                   |           |           |                 |                 |                 |                 |                 |                 |               |               |               |               |               |               |               |               |           |           |           |           |
|                   |                   |                   |                   | 리 차오랑         | 리 차오랑         | 리 차오랑 | 리 차오랑 | 리 차오랑       | 리 차오랑       |                 |                 | 미시마 카즈야   | 미시마 카즈야   | 미시마 카즈야 | 미시마 카즈야 | 미시마 카즈야 | 미시마 카즈야 |               |               | 카자마 준     | 카자마 준     | 카자마 준 | 카자마 준 | 카자마 준 | 카자마 준 |
|                   |                   |                   |                   | 리 차오랑         | 리 차오랑         | 리 차오랑 | 리 차오랑 | 리 차오랑       | 리 차오랑       |                 |                 | 미시마 카즈야   | 미시마 카즈야   | 미시마 카즈야 | 미시마 카즈야 | 미시마 카즈야 | 미시마 카즈야 |               |               | 카자마 준     | 카자마 준     | 카자마 준 | 카자마 준 | 카자마 준 | 카자마 준 |
|                   |                   |                   |                   |                   |                   |           |           |                 |                 |                 |                 |                 |                 |               |               |               |               |               |               |               |               |           |           |           |           |
|                   |                   |                   |                   |                   |                   |           |           |                 |                 |                 |                 |                 |                 |               |               | 카자마 진     |               |               |               |               |               |           |           |           |           |

## 같이 보기
- 철권 시리즈